# Federação de Futebol dos Estados Unidos
A Federação de Futebol dos Estados Unidos (em inglês: United States Soccer Federation - USSF) é a entidade responsável pela organização do futebol nos Estados Unidos.
A USS tem sede em Chicago, Illinois e é responsável pelas seleções amadora e profissional, masculina e feminina, de futsal, futebol de areia, e a paraolímpica. Também é responsavel pelo Campeonato Estadunidense de Futebol Masculino e pelo Campeonato Estadunidense de Futebol Femenino e também administra e opera a U.S. Open Cup (Copa dos Estados Unidos - Masculino) e a SheBelieves Cup (Copa dos Estados Unidos - Femenino) .
Em 1961, participou da criação da CONCACAF. Também é filiada à NAFU.

## História
A Federação de Futebol dos Estados Unidos foi criada em reunião ocorrida no Astor Hotel, Nova Iorque, em 5 de abril de 1913, como United States Football Association (USFA). A reunião de fundação contou com a presença de representantes de onze associações estaduais: Illinois, Massachusetts, Michigan, Missouri, Nova Hampshire, Nova Iorque, Nova Jérsei, Ohio, Pensilvânia, Rhode Island e Utah. O alemão Gustave Randolph Manning foi eleito o primeiro presidente da USFA.
No mesmo ano de sua fundação, a USFA solicitou sua filiação junto à Federação Internacional de Futebol (FIFA) durante o Congresso da FIFA em Copenhague. Recebeu uma mensagem telegrafada em 15 de agosto, na qual a FIFA garantia sua entrada como membro provisório. A entidade tornaria-se membro efetivo em 24 de junho de 1914, durante o Congresso da FIFA em Oslo.
Em 1914, a USFA cria a primeira competição nacional de futebol, a National Challenge Cup, da qual poderiam participar todas as agremiações amadoras e profissionais filiadas à instituição. O modelo da competição seguia o mesmo da The Football Association inglesa. O primeiro campeão norte-americano foi o Brooklyn Field Club, da National Association Foot Ball League (NAFBL), que recebeu o troféu Dewar, cujo nome homenageava o filantropo britânico Sir Thomas Dewar, que havia doado o troféu.
Em 1945, a organização mudou o nome para United States Soccer Football Association (USSFA), para que não houvesse confusão por parte do público com o futebol americano. Em 1974, a organização abandonou o termo football, transformando-se na atual United States Soccer Federation (USSF).
A USSF organizou a Copa do Mundo de 1994, as Copas de Futebol Feminino de 1999 e de 2003 e as competições futebolísticas das Olimpíadas de 1984 e de 1996.

## Seleções
Nível adulto
- Seleção Masculina
- Seleção Feminina

Nível jovem
- Seleção Sub-17 de Futebol dos Estados Unidos
- Seleção Sub-20 de Futebol dos Estados Unidos
- Seleção Sub-23 de Futebol dos Estados Unidos
- Seleção Sub-17 de Futebol Feminino dos Estados Unidos
- Seleção Sub-20 de Futebol Feminino dos Estados Unidos
- Seleção Sub-21 de Futebol Feminino dos Estados Unidos

## Ligas
- Major League Soccer. (I divisão)
- USL Championship (II divisão)
- USL League One e National Independent Soccer Association (III divisão)
- USL League Two e National Premier Soccer League (IV divisão)
- United Premier Soccer League e Ligas Regionais Amadoras de Elite da United States Adult Soccer Association (V divisão)
- Ligas amadoras e semi-profissionais regionais e estaduais da United States Adult Soccer Association (divisões V-XIII)
- National Women's Soccer League. (futebol feminino)
- Major Arena Soccer League. (futsal)
- Super Y-League. (de sub-13 a sub-17)